# Emile Van Hoorebeke
Emile Van Hoorebeke (Gent, 24 september 1816 - Brussel, 22 augustus 1884) was een liberaal politicus.

## Levensloop
Van Hoorebeke was een zoon van de apotheker Jean Van Hoorebeke en van Marie-Caroline De Paepe. Hij bleef vrijgezel.
Hij promoveerde tot doctor in de rechten aan de universiteit van Gent en geaggregeerde (1846) aan de Université libre de Bruxelles (ULB). Hij vestigde zich als advocaat in Brussel. Hij werd medewerker van liberale kranten: de Journal des Flandres in Gent en L'Observateur in Brussel. Aan de ULB werd hij achtereenvolgens docent en buitengewoon hoogleraar publiek recht.
In 1848 werd hij verkozen tot liberaal volksvertegenwoordiger voor het arrondissement Eeklo en in 1852 voor het arrondissement Gent. Hij vervulde dit mandaat tot in 1856. Van 1850 tot 1855 was hij minister van Openbare Werken in de liberale regeringen van Charles Rogier en van Henri de Brouckère.
Na zijn politieke activiteiten werd hij ondernemer. Hij was onder meer:
- bestuurder van de Banque de Belgique;
- bestuurder van de Compagnie Générale de Matériels de Chemin de Fer;
- bestuurder van de Forges de la Providence;
- bestuurder van de Compagnie Immobilière de Belgique;
- bestuurder van de Compagnie du Chemin de fer de Bruxelles à Lille et Calais;
- bestuurder van de Société du Canal de Blaton en van het kanaal van de Dender.

## Publicaties
- Etudes sur le système pénitentiaire, en France et en Belgique, 1843.
- Traité de la complicité en matière pénale, 1846.
- Considérations à l'appui du projet de réforme du code d'instruction criminelle, 1846.
- Traité des prescriptions en matière pénale, 1847.
- Manuel du droit public interne en Belgique, 1848.